# Филофей Сийский
Филофей – монах Антониево-Сийского монастыря, автор первого описания жития Антония Сийского.
Воспитанник Антония Сийского, составил его первое житие, которое не дошло до нас. На Филофея ссылаются авторы сохранившихся житий монах Иона и царевич Иван Иванович.
В 1579 году Филофей с игуменом Питиримом явился в Москву для хлопот по признанию Антония святым, добившись своего, он просил царевича Ивана написать житие Антония, что и было сделано.